# Double faute
Ne doit pas être confondu avec  sophisme de la double faute.
En français, on qualifie de double faute une faute double, deux fautes commises simultanément par une même personne, successivement, ou en lien proche. On parle également de double faute lorsqu'un différend oppose deux parties dont chacune a commis une faute.

## En droit
On parlait ainsi de double faute dans le mariage lorsqu'une faute était commise par chacun des deux conjoints « Lorsque les deux conjoints sont convaincus d'adultère, cette double faute n'empêche pas que le divorce soit prononcé à la requête du plus diligent. Le seul grief à invoquer serait tiré de la « compensation des torts » ».
On parle également de double faute dans le droit commercial maritime, lorsqu'un différend oppose deux navires.

## Origine
Cette expression était déjà utilisée dans un livre publié en 1651 :
« Quoy faisant, elle commettoit double faute, l'vne appellant de l'ordonnance du Roy publice au Parlement, l'autre, d'en appeller au Pape. »
Par extension, on peut parler de triple faute.
Le concept semble également être passé de la langue hébraïque au grec, puis au latin au travers de l'ancien testament (Jerémie, livre 2, §13).

## En Sports

### Basket-ball
Au basket-ball, on peut considérer une double faute lorsque deux joueurs commettent une faute l'un contre l'autre pendant que le ballon est dans les airs.

### Tennis
Terme appliqué au tennis. Un joueur réalise une double faute lorsque deux services consécutifs non let sont annoncés faute. Un service est annoncé faute s'il ne tombe pas dans les limites du carré de service opposé au filet et dans la diagonale du serveur (y compris s'il a touché le filet), soit s'il reste dans le filet, soit si le joueur a commis une faute de pied.